# Ryzyko
Ryzyko – prawdopodobieństwo wystąpienia konkretnego skutku w określonym czasie lub w określonej sytuacji.
Ryzyko jest pojęciem wieloznacznym, trudnym do zdefiniowania. W różnych dziedzinach nauk jest ono różnie interpretowane, dlatego zdaniem niektórych autorów stworzenie jednej uniwersalnej definicji jest niemożliwe.
W mowie potocznej ryzyko oznacza jakąś miarę/ocenę zdarzenia wynikającego albo z prawdopodobnych zdarzeń od nas niezależnych, albo z możliwych konsekwencji podjęcia decyzji.

## Teoria decyzji
W klasycznej matematycznej teorii decyzji ryzyko dotyczy sytuacji, w której wybranie danego wariantu decyzyjnego pociąga za sobą możliwości wystąpienia różnych negatywnych i pozytywnych konsekwencji przy znanym prawdopodobieństwie wystąpienia każdej możliwości. Formalnie decyzjami podejmowanymi w warunkach ryzyka nazywa się taką klasę problemów decyzyjnych, w której dla każdej możliwej decyzji znany jest rozkład prawdopodobieństwa wszystkich jej skutków.

## Inżynieria i nauki społeczne
W inżynierii i naukach społecznych, ryzyko mierzy się jako własność zdarzenia, np. uszkodzenia aparatury, zniszczenia miasta przez huragan, wystąpienia epidemii grypy, czy skażenia radioaktywnego, i miary wartości szkody spowodowanej przez to zdarzenie dla społeczeństwa. W tym sensie ryzyko nie zależy od tego, kto podejmuje decyzje, a sposób jego oszacowania wynika z zaakceptowanych stałych norm, na przykład w medycynie, w biznesie, czy w przedsiębiorstwach ubezpieczeniowych.
Na przykład w zarządzaniu projektami i przedsiębiorstwach zorientowanych na zysk ryzyko oznacza mniejsze lub większe prawdopodobieństwo wystąpienia nieoczekiwanych okoliczności o negatywnym (zagrożenie) wpływie na projekt czy stan finansowy przedsiębiorstwa. Zarządzanie takie wymaga identyfikacji ryzyka oraz przygotowania decyzji i planów mających na celu działanie minimalizujące negatywny wpływ zbyt dużego ryzyka i eksploatujące pozytywny wpływ jego akceptowania w przypadku decyzji mogących prowadzić do istotnych korzyści przedsiębiorstwa.
Prawdopodobieństwo wystąpienia szkodliwego zdarzenia i wielkość możliwych strat jest szacowana wieloma metodami i zależy od licznych specyficznych czynników charakteryzujących daną sytuację (np. jej częstość w przeszłości). Niestety ich częściowa nieznajomość i niepewność oszacowań prowadzi do tego, że w konsekwencji wiele decyzji indywidualnych lub grupowych zależy od tzw. subiektywnej percepcji ryzyka, co w efekcie może być przyczyną katastrofalnych ludzkich błędów (human error). Tą dziedziną zajmuje się psychologia i kognitywistyka i obecnie inżynieria socjokognitywistyczna.
Jedną z coraz to istotniejszych we współczesnym świecie dziedzin naukowo-badawczych jest analiza ryzyka technologicznego, dotyczy ono w szczególności wielkich krytycznych dla społeczeństwa infrastruktur, takich jak sieci energetyczne, gazowe, czy telekomunikacji, a także tzw. przemysłu wysokiego ryzyka (elektrownie jądrowe, zakłady chemiczne).
Praktycznie, oszacowaniami i zmniejszaniem ryzyka w zakładach/miejscach pracy zajmują się tzw. specjaliści od Bezpieczeństwa i Higieny Pracy.

## Psychologia i kognitywistyka
Według psychologii i kognitywistyki oszacowanie ryzyka bezpośrednio wiąże się ze stanem psychofizycznym człowieka oraz, według systemowej teorii Gadomskiego, z jego posiadanymi informacjami, wiedzą i preferencjami (TOGA meta-theory), tzn. tym, czego się dowiedział, co umie zrobić i co jest dla niego ważne. Percepcja ryzyka (nie samo ryzyko) zależy też m.in. od zaufania do źródła informacji i spodziewanych korzyści.
Zaobserwowanie ryzyka nieakceptowanego wymaga decyzji, ale decyzja ta może prowadzić do jakichś kolejnych strat (np. straty czasu, pieniędzy czy przyjaciela) angażujących też nasze irracjonalne preferencje i emocje. Dlatego też działając, często przeceniamy lub nie doceniamy ryzyka. Herbert Simon (laureat Nagrody Nobla) w książce „Models of My Life” wprowadził do tego pojęcie ograniczonej racjonalności (ang. bounded rationality).
W tej perspektywie, każdy człowiek stara się minimalizować własne ryzyko i zwiększać korzyści, jeśli takie działanie nie jest sprzeczne z jego zasadami etycznymi i nie jest zmodyfikowane jego stanem emocjonalnym.
Przeciwdziałania wymaga ryzyko, które pojawi się już w czasie działania, ale to z kolei pociągnąć może za sobą np. utratę spodziewanych zysków lub porażkę podjętego przedsięwzięcia i utratę zainwestowanych czy zaangażowanych środków. Zachodzi wtedy konieczność sprecyzowania priorytetów, aby nie doprowadzić do sytuacji, w której podjętym działaniem chcemy osiągnąć sprzeczne cele, lub takiej, w której ignorując zauważone nieakceptowane ryzyko, działać będziemy uparcie nadal. Sprowadza się to do tego, że ponieważ wystąpiło nowe (nieprzewidziane) ryzyko, proces decyzyjny powinien zostać powtórzony.

## Ryzyko badań naukowych
Ryzyko związane z badaniami naukowymi i ich konsekwencjami jest bardzo trudno oszacowywalne. Tematyka ta pojawiła się w połowie lat pięćdziesiątych zeszłego stulecia (wybuch bomby atomowej i energia atomowa).
Dotyczy ona obecnie: genetyki, zatrucia środowiska, manipulacji środkami masowego przekazu i stosowania zasad etycznych i prawnych jako kryteriów oceny dopuszczalnego ryzyka. używa się tu też tzw. zasady ostrożności (precautionary principle, en., UE. 2000).

## Teoria ryzyka a analiza ryzyka
Nauka o ryzyku jest praktycznie rozwijana w większości nauk i stosowana we wszystkich technologiach. Obecnie nie istnieje jeszcze jednolita teoria ryzyka, natomiast wyróżniane są następujące jej praktyczne działy, takie jak:
- analiza ryzyka
- szacowanie ryzyka
- percepcja ryzyka[4]
- zarządzanie ryzykiem
- komunikacja ryzyka
- socjologia ryzyka
- ryzyko informatyczne